# ノインキルヒェン (ザールラント州)
ノインキルヒェン (独: Neunkirchen、ドイツ語発音: ['nɔʏnkʰɪɐçn̩]) はドイツ連邦共和国南西部のザールラント州ノインキルヒェン郡にある市で、同郡の郡庁所在地である。ブリース川沿い、ザールブリュッケンの北東約20kmに位置する。
人口約50,000人で、ザールラント州第二の市である。

## 姉妹都市
- - マント＝ラ＝ヴィル(Mantes-la-Ville)（フランス）
- - リュッベン(Lübben)（ブランデンブルク州）

## 出身人物
- エーリッヒ・ホーネッカー - 東ドイツの政治家、最高指導者。ドイツ社会主義統一党書記長、国家評議会議長。
- シュテファン・クンツ - サッカー選手